# Марк Валерій Максим Потіт
Марк Вале́рій Макси́м Поті́т (лат. Marcus Valerius Maximus Potitus; IV—III століття до н. е.]]) — політичний, державний і військовий діяч Римської республіки під час Першої Пунічної війни, консул 286 року до н. е.

## Життєпис
Походив з патриціанського роду Валеріїв. Про нього збереглося вкрай мало відомостей.
286 року до н. е. його було обрано консулом разом з Гаєм Елієм Петом. Про подробиці їхнього консульського терміну, діяльності самого Марка Валерія у джерелах повідомлень немає. 
Про подальшу долю Марка Валерія Максима Потіта згадок не знайдено.